# Podujevo

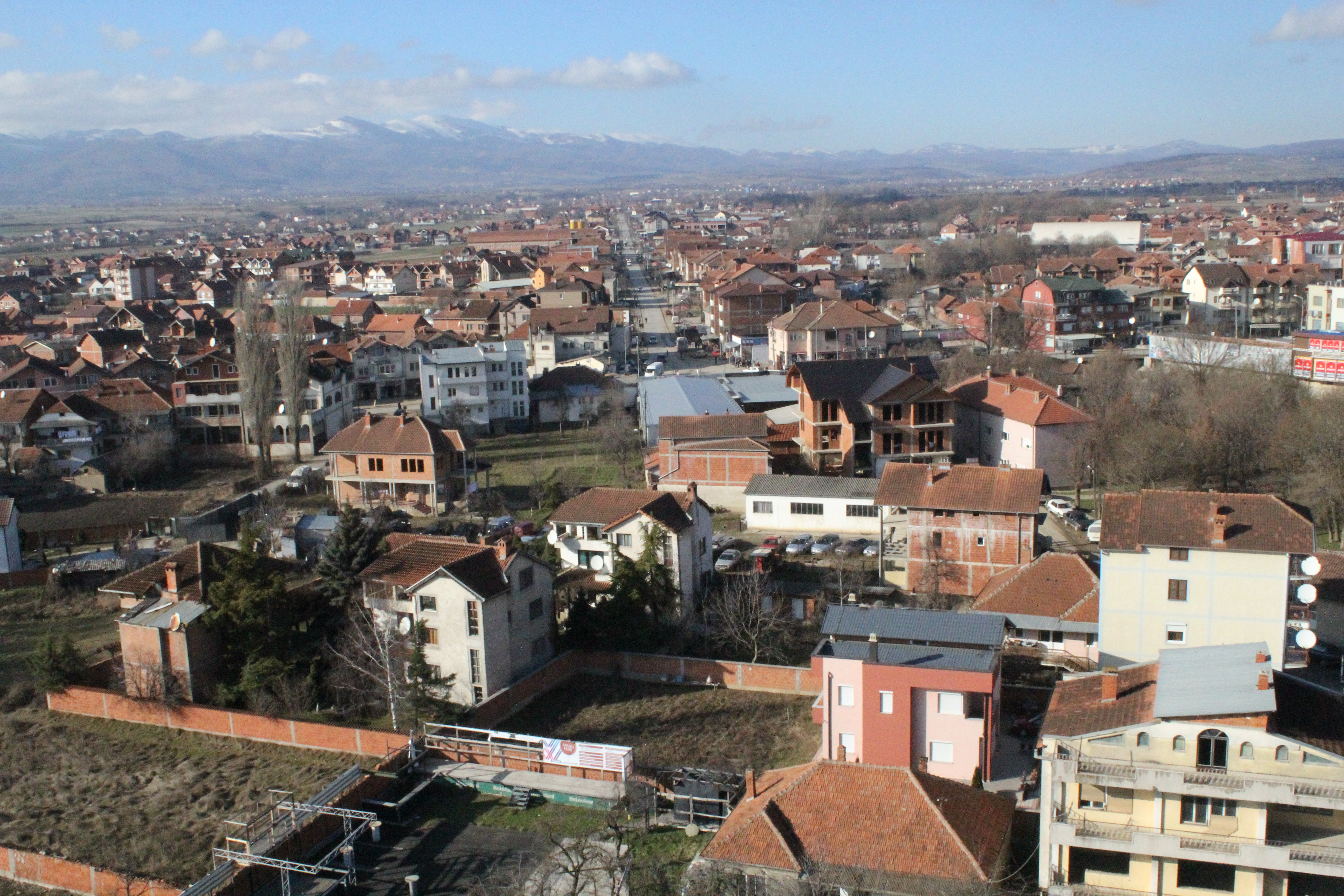
Pohled na město

Podujevo (albánsky Podujeva, nebo také Besiana, v srbské cyrilici Подујево) je město v severovýchodním Kosovu. Nachází se na významné železniční i dopravní spojnici mezi kosovskou metropolí Prištinou a jihosrbským městem Niš. V roce 1991 zde žilo 25 407 obyvatel a v současné době je domovem pro zhruba třicet tisíc lidí.[zdroj?] Podujevem protéká řeka Lab.

## Geografie
Město leží na severovýchodě Kosova. 35 km jihozápadně od Podujeva se nachází hlavní město Kosova Priština. Jen několik kilometrů severovýchodně od města začíná již území Centrálního Srbska. Z Podujeva také vedou i silnice menšího významu do Kosovské Mitrovice a Leskovace. Město se rozkládá v rovině, která zahrnuje řadu dalších vesnic. Opština Podujevo, pod kterou administrativně spadají, je jednou z největších na území Kosova.

## Historie
Podujevo bylo během existence Osmanské říše součástí Vučitrnského sandžaku. Turci nechali v Podujevu vybudovat na místě dřívějšího pravoslavného kostela rozsáhlou pevnost s věží.
V roce 1912 bylo město připojeno k srbskému království a roku 1918 se stalo součástí Království Srbů, Chorvatů a Slovinců, později Jugoslávie. Jako součást Kosova patřilo k nejméně rozvinutým částem monarchie.
Po první světové válce byl na místě pevnosti opět zbudován kostel, který byl obnoven v roce 1971.
Po druhé světové válce zažilo Podujevo spolu s celým Kosovem dramatický nárůst počtu obyvatel. Zatímco po druhé světové válce zde žilo něco přes tři tisíce lidí, během několika desetiletí se vlivem urbanizace a vysokého přírůstku obyvatelstva tento počet zdesetinásobil. V 70. letech sem byla vystavěna asfaltová silnice a rozšiřována směrem do Niše. V 80. letech 20. století byly provedeny rozsáhlé investice do místní ekonomiky, které vedly k tomu, že 16 společností na území města Podujeva zaměstnávalo 2200 lidí.
Podujevo bylo jedním z center různých demonstrací v druhé polovině 20. století, které se nesly v duchu střetů albánského i srbského nacionalismu. V roce 1981 se zde konaly protesty Albánců proti nerovnoprávnému postavení autonomní oblasti Kosovo; v roce 1990 zde došlo k otravám albánských studentů, které rozdělily jugoslávskou veřejnost. Za války zde došlo k útoku na autobus společnosti Niš-ekspres. V roce 2001 v blízkosti Podujeva uskutečnili Albánci útok na srbský autobus, který si vyžádal 12 mrtvých a 40 raněných. Po roce 1999 Srbové z Podujeva ve větším počtu odešli.[zdroj?]

## Kultura

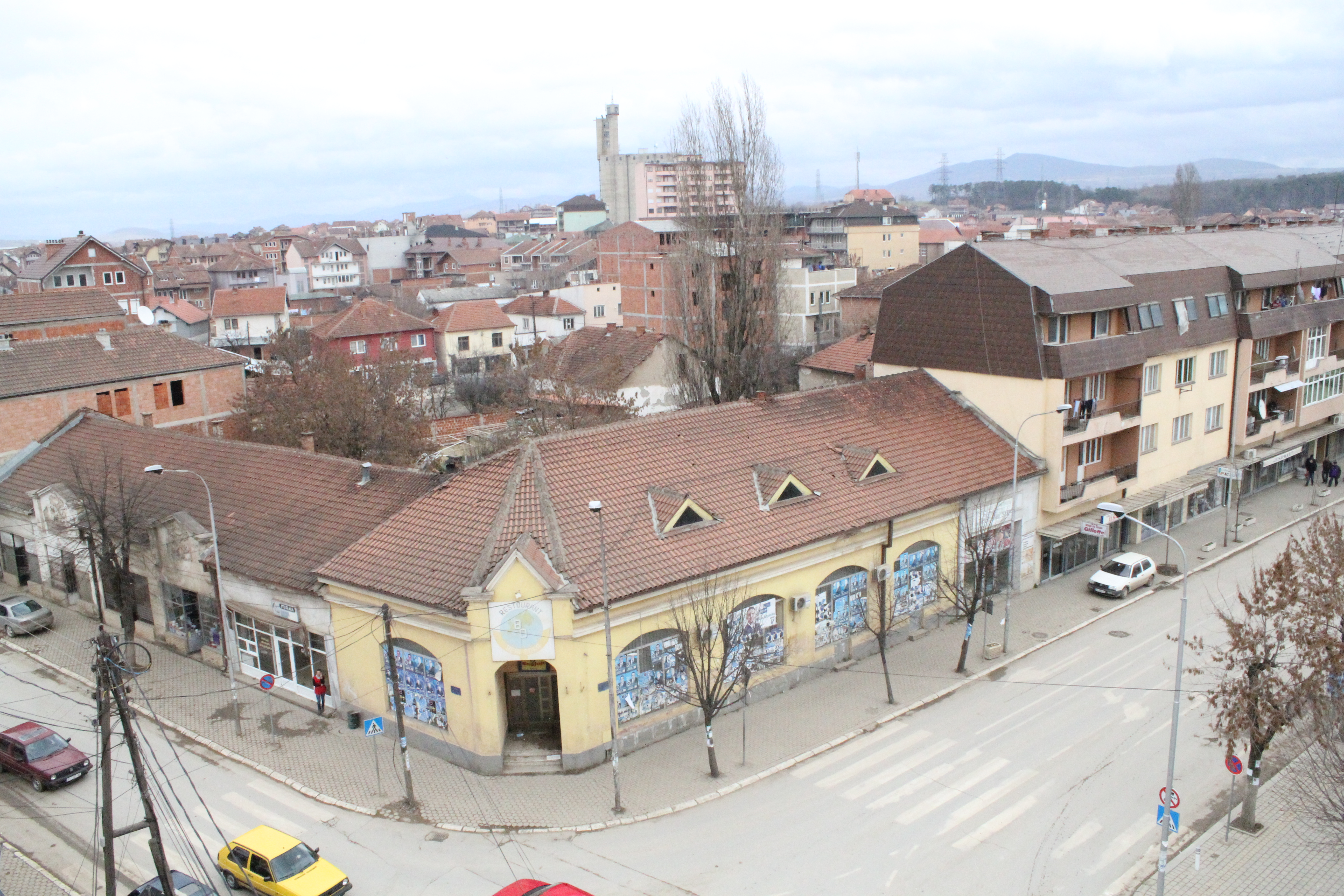
Domy ve městě.

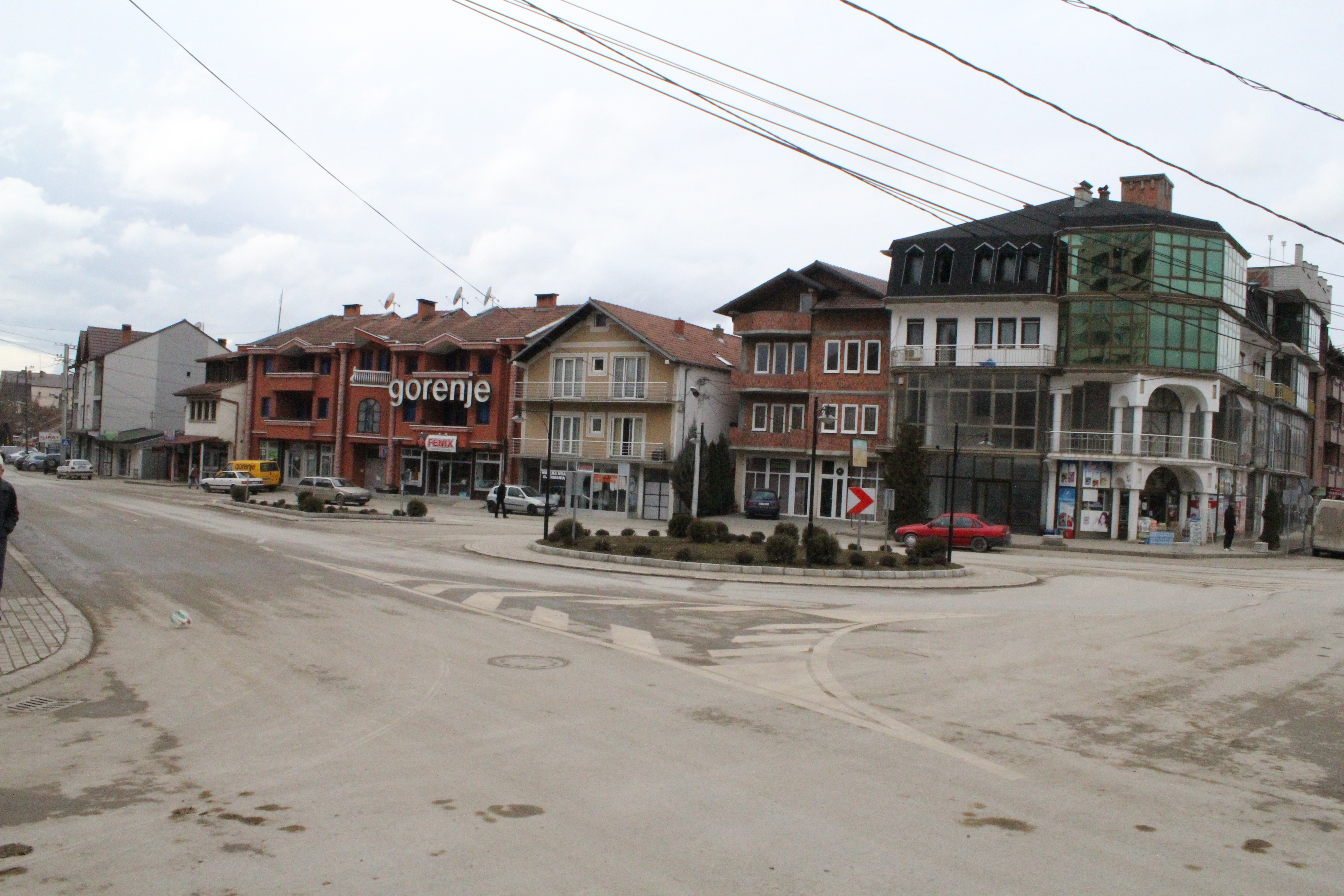
Domy ve městě.

V Podujevu se nachází městské divadlo Avdushe Hasaniho. V centru města stojí také městská knihovna.

## Ekonomika
Ve městě byla na počátku 21. století vysoká nezaměstnanost. V létě 2005 byla privatizována místní železárna. Další velké podniky byly privatizovány později nebo zanikly.

## Doprava
V minulosti Podujevem procházela železniční trať z Prištiny do Niše. Nádraží stálo v blízkosti místního parku, trať byla zničena během války v Kosovu.
Ve stejném směru je vedena i hlavní silnice celostátního významu. V budoucnosti by ji měla doplnit Dálnice míru, která spojí obě větší města.

## Vzdělání
V roce 1921 byla v Podujevu otevřena první škola. V roce 2015 Opština Podujevo spravovala celkem 68 vzdělávacích institucí, mezi které patří 39 škol; 35 základních škol, 3 střední školy a jedno centrum denní péče. V sektoru vzdělávání je zaměstnáno celkem 1549 lidí, studentů je zhruba 23 tisíc.

## Sport
Městským fotbalovým týmem je KF Llapi, který má také stadion v centru města s názvem „Zahir Pajaziti“.

## Významné osobnosti
- Fadil Vokrri – fotbalista
- Fatmir Sejdiu – politik
- Adem Demaçi – albánský politický vězeň
- Zahir Pajaziti – Bojovník kosovské osvobozenecké armády